# Distretto di Yancheng
Il distretto di Yancheng (郾城区S, Yǎnchéng QūP) è un distretto della Cina, situato nella provincia di Henan e amministrato dalla prefettura di Luohe.